# Erimena
Erimena, Erimen, Ermina (orm. Էրիմենա, Էրիմեն, Էրմին) – przypuszczalnie król Urartu w latach 620–605 p.n.e. Mógł być ojcem Rusy III i bratem Rusy II. Wzmianka o Erimenie w tytulaturze Rusy III może świadczyć o tym, że Rusa III nie był potomkiem w linii prostej króla Sarduriego IV.
O schyłkowym okresie Urartu zachowało się mało wzmianek. Erimena nie został wspomniany w kronikach asyryjskich. W źródłach urartyjskich jego imię zostało wymienione obok imienia Rusy III – „Rusa III, syn Erimeny”. Istnieje kilka wersji objęcia tronu Urartu przez Erimenę. Według teorii I.M. Djakonowa Erimena był bratem Sarduriego III i objął rządy jako regent po jego śmierci. N.W. Arutiunian, w oparciu o odkrycia na wzniesieniu Karmir Blur, twierdził, iż Erimena objął rządy po Sardurim IV. W przypadku tej wersji Erimena mógł być albo synem Sarduriego IV, albo tyranem, który pozbawił go tronu około 620 roku p.n.e. i zapoczątkował w Urartu nową dynastię. Inna teoria zakłada, że Sarduri IV został pozbawiony tronu przez Rusę III, syna Erimeny. W tym przypadku Erimena nigdy nie objął rządów w Urartu.
W pierwszej połowie XX wieku I.I. Mieszczaninow wysnuł teorię, że Erimena w tytulaturze Rusy III oznacza „Ormianin”. Początkowo zwolennikiem tej teorii był także R. Barnett, jednak w związku z pojawieniem się nowych informacji na skutek odkryć archeologicznych, odstąpił od swoich poglądów. Następstwem teorii Mieszczaninowa w połączeniu z podaniami ludowymi i legendami był pogląd, że około 620 roku p.n.e. w Urartu rządziła dynastia ormiańska. Jednak wyniki badań lingwistycznych i historycznych wykluczają taką możliwość.